# Мексиканское экономическое чудо
Мексиканское экономическое чудо (исп. Milagro mexicano) — период в истории Мексики с 1940 по 1970-е годы, когда в стране наблюдались высокие темпы экономического роста.
В 1930-х годах в Мексике был проведён ряд важных реформ, в том числе земельная и образовательная. Были национализированы железные дороги и экспроприировано множество иностранных нефтяных компаний, а также создана государственная нефтяная компания «Пемекс», превратившая Мексику в пятого по величине экспортёра нефти в мире. Это помогло создать базу для строительства мощной национальной экономики.
Во время Второй мировой войны, когда цены на большинство товаров возросли, а импорт из Европы резко снизился, в Мексике началось усиленное развитие промышленности. Правительство, понимая важность развития предпринимательского класса в стране, предоставило множеству предприятий налоговые льготы, низкопроцентные займы и другие стимулы для развития их деятельности. Для поощрения производства отечественных товаров создавались протекционистские барьеры. Вскоре в Мексике началось производство товаров, которые ранее закупались за рубежом. Также было построено значительное количество шоссейных и железных дорог, линий связи и аэропортов.
Быстро развивалось промышленное производство, вводились новые аграрные технологии. К 1958 году Мексика вышла на первое место в Латинской Америке по общему объёму промышленной продукции. Рост производства повлёк за собой почти двукратный рост численности промышленных рабочих за 1940—1950-е гг., их количество выросло с 420 до 800 тыс. Число рабочих, занятых в сельском хозяйстве увеличилось с 1,2 до 2 млн человек. Доля промышленности в валовом внутреннем продукте превышала долю сельского хозяйства — страна постепенно становилась индустриально-аграрной. Аграрная реформа в 1940—1950-е замедлилась — за 18 лет (1940—1958) крестьяне получили 12,3 млн га земли.
В 1942 году было подписано соглашение об урегулировании американо-мексиканского конфликта. Прямые капиталовложения США выросли с 316 млн $ в 1946 году до 787 млн в 1957. США также занимали монопольное положение в мексиканской внешней торговле.
В период 1964—1970 гг. быстро развивалось производство с ежегодным приростом валового национального продукта на 6,5 %. Выросли доходы на душу населения. Несмотря на успехи в экономике, проблемы в сфере образования и социального обеспечения не могли быть эффективно решены. С 1958 по 1970 гг. более 600 тыс. крестьянских семей получило 32 млн га, тогда как при Карденасе только 18 млн га. В 1967 году была проведена самая крупная единовременная раздача земель в истории Мексики — 1 млн га. Удельный вес общинного сектора вырос за 1960-е с 26 до 49,8 % сельскохозяйственных угодий. В 1969 году в Мехико были открыты первые линии метро. За 1960-е гг. население увеличилось с 37 до 51 млн человек.
Появление нового латифундизма, существование большого количества малоимущих крестьянских хозяйств и избыток сельского населения стали причинами дальнейшего развития социальных противоречий. Часть населения нелегально пересекала границу США.
В начале 60-х гг. рабочие получили право на участие в прибылях и на минимум заработной платы. С 1958 по 1968 год реальная заработная плата выросла на 54 %. В 1969 году на работников сельскохозяйственной промышленности были распространены трудовые льготы. Был увеличен размер оплаты труда женщин и ограничен труд подростков.
В начале 70-х гг. государственной нефтяной компанией «Пемекс» были открыты новые нефтяные месторождения в Табаско, Чьяпас и заливе Кампече. Однако в начале 1980-х гг., когда цены на нефть упали, мексиканское песо резко обесценилось, а государственный внешний долг стало сложно обслуживать, Мексика едва не стала банкротом, чего удалось избежать лишь благодаря политике строгой экономии и помощи со стороны международных организаций. К тому же оставались нерешёнными множество социальных проблем.
Правительство, осознав необходимость проведения новых реформ, приступило к устранению протекционистских барьеров и борьбе с инфляцией. В 1986 году Мексика присоединилась к ГАТТ. Тем не менее, 80-е годы вошли в историю Мексики как «Потерянное десятилетие» (исп. Decada perdida).